# Cognac, Charente
Cognac là một thị xã thuộc tỉnh Charente, nước Pháp. 
Cognac nằm bên sông Charente giữa các thị xã Angoulême và Saintes. Thị xã Cognac có khu phố cổ, lâu đài Valois, nhà thờ Saint-Léger church.:,
Thị xã nổi tiếng với rượu Cognac.

## Kết nghĩa
- Denison, Texas, Mỹ
- Königswinter, Đức
- Perth, Scotland, Vương quốc ANh
- Valdepeñas, Tây Ban Nha